# Јаков Орфелин
Јаков Орфелин (средина 18. века, Вуковар или Сремски Карловци — око 20. октобра 1803) био је српски иконописац и барокни сликар.

## Биографија
Школовао га је стриц Захарије Орфелин. Године 1766. уписао се на бечку бакрорезачку академију Јакоба Шмуцера. Из писма, које му је упутио стриц 13. марта 1773. године, види се да га је стриц већ посинио и да је тада био већ академски сликар као и да му је помагао у сликању и да је зарађивао толико да је могао да помаже свога поочима. Неки од његових радова су приписивани Захарију Орфелину.
У друштву са Теодором Крачуном радио је на Саборној цркви у Сремским Карловцима 1780 — 1781. године и то велике престоне иконе на иконостасу Св. Јована Крститеља, Св. Јерарха и Св. Тројице као и многе друге иконостасе у Бачкој, Срему, а врло је вероватно да је радио и портрете. Живео је у Сремским Карловцима.
Поред религиозног сликарства и портрета израдио је и цртеже за бакрорезе Рајићеве историје.
Сматра се водећим представником српског каснобарокног сликарства, у коме се јасно огледају утицаји рококоа и неокласицизма. Орфелиново сликарство је по духу најближе епохи просветитељства и језефинистичким просветитељским реформама.

## Дело
Орфелин је био добар уметник и достојан члан групе коју су сачињавали Теодор Крачун, Теодор Илић Чешљар и други школовани српски уметници. Његова најјача страна је био колорит који већ носи карактеристике бечког рококоа и неокласицизма. Сликао је иконостасе за многе парохијске и манастирске цркве Карловачке митрополије:
- 1773. иконостас цркве Светог Николе у Кикинди
- 1774. иконостас цркве манастира Гргетег
- 1776. иконостас цркве Светог Саве у Марадику
- 1778. иконостас цркве Преображења Христовог у Обрежу
- 1780. иконостас цркве Светог Апостола Луке и Купинову
- 1780 —1781. иконостас Саборне цркве у Сремским Карловцима (заједно са Теодором Крачуном)
- 1788. иконостас цркве Светог Теодора Тирона у Иригу
- 1790. иконостас цркве Ваведења пресвете Богородице у Стапару
- 1792. иконостас у Парабућу (данашњем Раткову)
- 1793. иконостас цркве Светог арханђела Михаила у Великим Радинцима[8][9]
- 1794. иконостас Светог Николе у Краљевцима[10]
- 1797. иконостас цркве Светог Георгија у Јарку (са Стефаном Гавриловићем)
- 1802. иконостас манастира Бездин код Арада